# VALON-1
「VALON-1」は、Salyuの1枚目のシングル。

## 概要
Salyuのソロ名義では初のシングルカットとなる、ソロデビューシングル。事実上のデビュー曲として扱われることも多い。2004年4月21日にRIP SLYMEのILMARIと共にIlmari×Salyuとして発表したシングル「VALON」のソロバージョンとなる。
CD EXTRA仕様で、「VALON-1」のPV（丹下紘希作）が収録されている。

## 収録曲
1. VALON-1（5:04）
  - 作詞・作曲：小林武史
2. 虹の先（4:03）
  - 作詞・作曲：小林武史

## カバー
VALON-1
- Chara（2024年12月18日、トリビュート・アルバム『Salyu 20th Anniversary Tribute Album "grafting"』に収録）